# ليندساي زانو
ليندساي زانو (بالإنجليزية: Lindsay Zanno)‏ هي عالمة أحياء أمريكية وخبيرة في تصنيف الأحياء وهي معروفة باستخدام الأشعة السينية التصوير المقطعي في إعادة الديناصورات. وهي مديرة قسم الأحفوريات والجيولوجيا في مختبر أبحاث متحف كارولينا الشمالية للعلوم الطبيعية.
حصلت على شهادة البكالوريوس في العلوم من جامعة نيو مكسيكو في عام 1999، وشهادات عليا من جامعة ولاية يوتا (الماجستير في عام 2004 والدكتوراه في عام 2008).

## روابط خارجية
- ليندساي زانو على موقع IMDb (الإنجليزية)